# Bezirk Veurne
Der Bezirk Veurne ist einer von acht Bezirken (Arrondissements) in der belgischen Provinz Westflandern. Er umfasst eine Fläche von 275,21 km² mit 61.587 Einwohnern (Stand: 1. Januar 2024) in fünf Gemeinden.

## Gemeinden im Bezirk Veurne
| Gemeinde      | Einwohner 1. Januar 2024 | Fläche km² | Dichte Einw./km² | NIS- Code | Postleitzahl |
| ------------- | ------------------------ | ---------- | ---------------- | --------- | ------------ |
| Alveringem    | 5.023                    | 80,01      | 63               | 38002     | 8690         |
| De Panne      | 11.021                   | 23,90      | 461              | 38008     | 8660         |
| Koksijde      | 21.546                   | 43,96      | 490              | 38014     | 8670         |
| Nieuwpoort    | 11.455                   | 31,00      | 370              | 38016     | 8620         |
| Veurne        | 12.542                   | 96,34      | 130              | 38025     | 8630         |
| Bezirk Veurne | 61.587                   | 275,21     | 224              | 38000     | –            |

## Geschichte
Das Gebiet gehörte bis zum Ende des 18. Jahrhunderts zur Grafschaft Flandern, die Teil der Österreichischen Niederlande war. Im Jahr 1790 entstanden hieraus vorübergehend die Vereinigten Belgischen Staaten. Im Ersten Koalitionskrieg wurde das Gebiet 1794 besetzt und aufgrund eines vom französischen Nationalkonvent am 1. Oktober 1795 getroffenen Beschlusses mit der Französischen Republik vereinigt. Die Verwaltung und das Gerichtswesen wurde an das noch neue französische System angepasst und Départements, Arrondissements und Kantone mit den zugehörenden Gemeinden eingerichtet. Das Arrondissement Veurne (französisch Arrondissement de Furnes) gehöre von 1795 bis 1814 zum Département de la Lys und gliederte sich in die Kantone bzw. Friedensgerichtsbezirke Diksmuide (Diksmude), Haringe (Haringhe), Nieuwpoort (Nieuport) und Veurne (Furnes). Diksmuide gehört heute zum gleichnamigen Bezirk.